# Hydrolagus marmoratus
Hydrolagus marmoratus  is een vis uit de familie kortneusdraakvissen. De vis komt voor in de open wateren rond de Australië. De soort komt voor op diepten van 548 - 995 m. De vis kan een lengte bereiken van 80 cm.